# Roman Xaver von Zakrzewski
Roman Xaver von Zakrzewski (* 1820 in Danzig; † 5. Januar 1891 in Berlin) war ein preußischer Landrat in Namslau, Niederschlesien (1850–1852) und Neisse, Oberschlesien (1852–1858) sowie Landdrost in Aurich, Ostfriesland (1872–1883).
Zakrzewski war zudem Mitglied im Preußischen Abgeordnetenhaus.